# Pelargonium salmoneum
Pelargonium salmoneum är en näveväxtart som beskrevs av Robert Allen Dyer. Pelargonium salmoneum ingår i släktet pelargoner, och familjen näveväxter. Inga underarter finns listade i Catalogue of Life.